# Llibre de Josuè

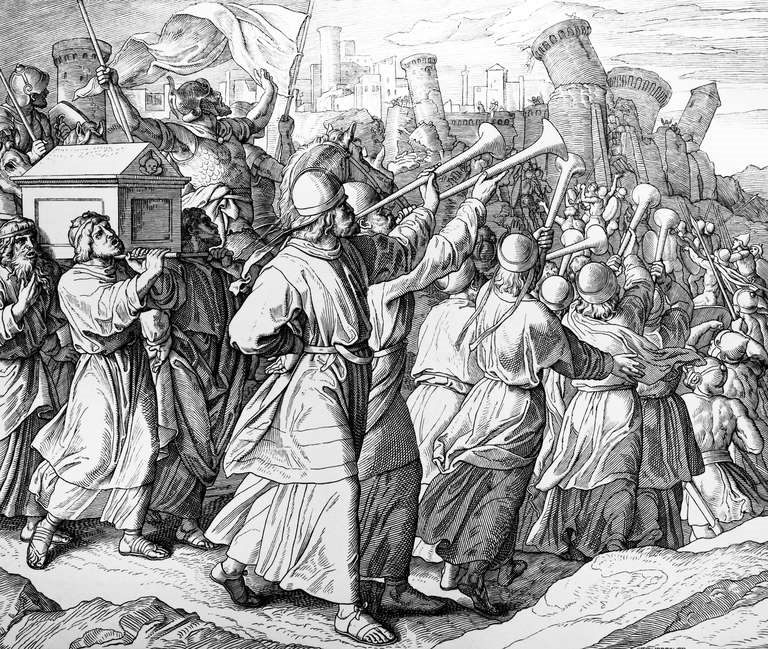
Batalla de Jericó
, episodi del Llibre de Josuè.

El llibre de Josuè és el sisè de la Tanakh hebrea, i de l'Antic Testament de la Bíblia cristiana. En la Tanakh és el primer llibre dels Profetes, la secció que cobreix la història d'Israel des de la possessió de la Terra Promesa a la Captivitat Babilònica. Les tradicions jueves i cristianes admeten l'autoria del mateix Josuè, el successor de Moisès, qui va dirigir al poble d'Israel en la conquesta de la Terra Promesa, encara que els últims 5 versos hi van ser afegits pel sacerdot Finees. La crítica textual data l'escriptura efectiva del llibre entre els segles VII i VI aC.

## Contingut
El llibre de Josuè conté la història dels israelites des de la mort de Moisès a la mort de Josuè. Després de la mort de Moisès, Josuè, per virtut de la seva designació com a successor de Moisès, va rebre de Déu el manament de travessar el riu Jordà a l'oest, i començar la conquesta de la Terra Promesa. El llibre està dividit en tres parts:
- La història de la conquesta de la terra (seguint el mandat de herem,[1] o anorreament de l'enemic infidel)
- La distribució de la terra a les tribus, amb la designació de ciutats de refugi, la provisió als levites (que com a tribu sacerdotal no van rebre cap territori) i el retorn de les tribus de Rubén, Gad i la meitat de la tribu de Manassès als seus territoris designats a l'est del riu Jordà.
- El comiat de Josuè, i la seva mort.

## Anacronismesdel Llibre de Josuè
El llibre de Josuè documenta la conquesta i destrucció en el segle xiii aC de les ciutats de Laquix, Debir i Hazor. Algunes d'aquestes ciutats foren en realitat devastades abans o després del segle xiii aC: 
- Jericó fou arrasada en l'edat del bronze (1550 aC).
- La destrucció d'Ai havia ocorregut 600 anys abans.
- L'evidència arqueològica indica que el procés de conquesta de Canaan fou llarg i completat quan David conquerí el bastió jebusita de Jerusalem a inicis del segle X aC

## Anàlisi
El tema principal del llibre és la justícia de Déu amb qui li és fidel: a diferència de les plagues i tribulacions de llibres anteriors, aquí els jueus respecten els manaments divins i, per tant, reben la seva recompensa, en aquest cas en forma de terres. La terra pot ser, però, font de conflictes, tant entre els mateixos israelites com amb els enemics, amb els quals no es mostra cap pietat. La designació de Josuè com a successor inaugura una dinastia reial i el jurament de fidelitat del seu poble remet a cerimònies de vassallatge o declaració de súbdit.